# Détain-et-Bruant
Détain-et-Bruant is een gemeente in het Franse departement Côte-d'Or (regio Bourgogne-Franche-Comté) en telt 105 inwoners (2004). De plaats maakt deel uit van het arrondissement Dijon.

## Geografie
De oppervlakte van Détain-et-Bruant bedraagt 15,2 km², de bevolkingsdichtheid is 6,9 inwoners per km².
De onderstaande kaart toont de ligging van Détain-et-Bruant met de belangrijkste infrastructuur en aangrenzende gemeenten.

## Demografie
Onderstaande figuur toont het verloop van het inwonertal (bron: INSEE-tellingen).